# الخطوط الجوية الماليزية الرحلة 653
الرحلة رقم 653 التابعة لنظام الخطوط الجوية الماليزية كانت رحلة داخلية مجدولة من مدينة بينانغ إلى العاصمة كوالالمبور في ماليزيا، وتشغّلها شركة الخطوط الجوية الماليزية (MAS). في مساء يوم 4 ديسمبر 1977، تعرضت الطائرة من طراز بوينغ 737-200 لعملية اختطاف أثناء تحليقها، ويُعتقد أن الخاطفين حاولوا تحويل مسارها إلى سنغافورة، قبل أن تتحطم في منطقة تانجونغ كوبانغ بولاية جوهور الماليزية. أسفر الحادث عن مقتل جميع من كانوا على متن الطائرة، وعددهم 100 شخص، ما جعله أول حادث مميت في تاريخ الشركة، وأخطر كارثة طيران وقعت على الأراضي الماليزية.ولا تزال ملابسات الاختطاف والتحطم غامضة حتى اليوم .

## الطائرة
الطائرة المعنية كانت من طراز بوينغ 737-2H6، وتحمل التسجيل 9M-MBD. استلمتها الخطوط الجوية الماليزية جديدة في سبتمبر 1972، وكانت تحمل في البداية التسجيل 9M-AQO.

## تسلسل الأحداث
غادرت الرحلة 653 مدرج 22 في مطار بينانغ الدولي عند الساعة 19:21 متجهة إلى مطار سوبانغ في كوالالمبور (المعروف حاليًا باسم مطار السلطان عبد العزيز شاه).كان القبطان جي. كيه. غنجور ومساعده كرم الزمان جالي يُجريان استعدادات الهبوط عند الساعة 19:54، بينما كانت الطائرة على ارتفاع 4000 قدم (1200 متر) فوق منطقة باتو أرانغ وتهبط نحو مدرج 33 في مطار سوبانغ، حين أبلغ الطاقم برج المراقبة بوجود “مختطف مجهول” على متن الطائرة، وذلك بعد طرق أحدهم باب قمرة القيادة.اقتحم أحد المختطفين أو أكثر قمرة القيادة وأجبر الطيارين على قطع جميع وسائل الاتصال. أبلغ البرج السلطات فورًا، وبدأت الاستعدادات الطارئة في المطار.
بعد دقائق، أرسل الطاقم رسالة لاسلكية قالوا فيها: “نحن متجهون الآن إلى سنغافورة. تصبحون على خير.”في الدقائق الأخيرة من تسجيلات جهاز تسجيل صوت قمرة القيادة، سُمع نقاش بين الطيارين والمختطفين بشأن نفاد الوقود قبل الوصول إلى سنغافورة، تلاه صوت طلقات نارية. خلص المحققون إلى أن الطيار ومساعده قُتلا برصاص المختطف، مما جعل الطائرة في حالة “انعدام تحكم تام من قبل طاقم محترف”.
انقطع الاتصال بالطائرة عند الساعة 20:15. وفي الساعة 20:36، أفاد سكان كامبونغ لادانغ، في منطقة تانجونغ كوبانغ بولاية جوهور، بسماع انفجارات ومشاهدة حطام محترق في منطقة مستنقعية. تبيّن لاحقًا أن الحطام يعود للطائرة، التي ارتطمت بالأرض بزاوية شبه عمودية وسرعة عالية جدًا. لم ينجُ أي شخص من الحادث.

## التحقيقات والعواقب

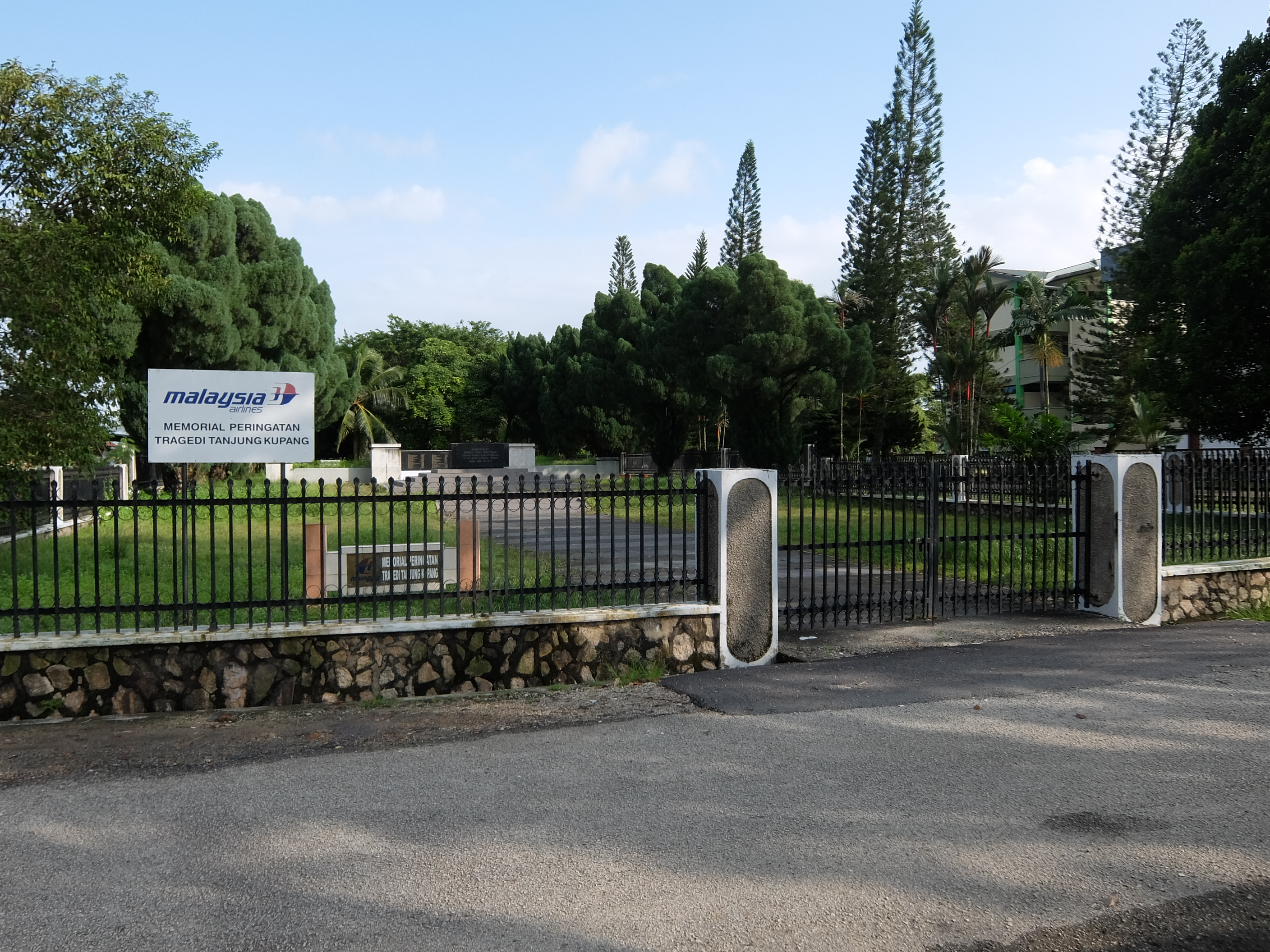
نصب تذكاري لمأساة تانجونج كوبانغ في جوهر بهرو.

لم تُكشف الملابسات الكاملة لعملية الاختطاف والتحطم أبدًا.خلص تحليل أجرته إدارة الطيران المدني الماليزية استنادًا إلى الأدلة التي جُمعت أثناء التحقيق إلى ما يلي:
- الطائرة اختُطفت من قبل شخص أو أشخاص مجهولين كانوا عازمين على عدم الهبوط في كوالالمبور.
- الطاقم اتّبع إجراءات التعامل مع الاختطاف بشكل صحيح وسليم طوال مدة الرحلة.
- الخاطفون أفقدوا الطاقم القدرة على السيطرة على الطائرة أثناء اقترابها من سنغافورة.
- لم تُسجَّل أي انفجارات أو حرائق أو فشل هيكلي للطائرة قبل الارتطام.
- شهدت الطائرة حركات اهتزازية غير معتادة صعودًا وهبوطًا في لحظاتها الأخيرة في الجو، وكانت هذه المناورات نتيجة لتصرفات أشخاص مجهولين. واستمرت تلك الحركات حتى خرجت الطائرة عن مسار يمكن استعادته، ما أدى إلى اصطدامها بالأرض.

أُخضعت جميع الرفات التي عثر عليها للفحص بالأشعة السينية في محاولة للكشف عن أدلة تشير إلى وجود مقذوفات أو أسلحة، لكن لم يُعثر على أي دليل من هذا النوع. وقد دُفن الضحايا في قبر جماعي.
عقب الحادثة، أُنشئت وحدة أمن الطيران التابعة لقسم معايير المطارات في إدارة الطيران المدني الماليزية.

## الركاب والطاقم
كان من بين الركاب وزير الزراعة الماليزي، داتو علي حاجي أحمد؛ ورئيس دائرة الأشغال العامة، داتو محفوظ خالد؛ وسفير كوبا لدى اليابان، ماريو غارسيا إنشاوستيغي.
تظهر أعداد وجنسيات الركاب وأفراد الطاقم[بحاجة لمصدر] في الجدول أدناه:
| الجنسية            | عدد الركاب | عدد الطاقم | المجموع |
| ------------------ | ---------- | ---------- | ------- |
| ماليزيا            | 67         | 6          | 73      |
| المملكة المتحدة    | 5          | 0          | 5       |
| ألمانيا الغربية    | 4          | 0          | 4       |
| أستراليا           | 3          | 0          | 3       |
| الهند              | 2          | 1          | 3       |
| إندونيسيا          | 3          | 0          | 3       |
| كوبا               | 2          | 0          | 2       |
| أفغانستان          | 1          | 0          | 1       |
| كندا               | 1          | 0          | 1       |
| اليابان            | 1          | 0          | 1       |
| اليونان            | 1          | 0          | 1       |
| سنغافورة           | 1          | 0          | 1       |
| تايلاند            | 1          | 0          | 1       |
| الولايات المتحدة   | 1          | 0          | 1       |
| المجموع (14 جنسية) | 93         | 7          | 100     |

## انظر أيضآ
- رحلة الخطوط الجوية فيتنام رقم 706